# 柳州八景
柳州八景是广西壮族自治区柳州市自古代以来的知名景区。根据清朝乾隆时期《马平县志》记载，柳州古代八景分别是南潭鱼跃、天马腾空、笔峰耸翠、鹅山飞瀑、罗池夜月、东台返照、驾鹤晴岚、龙壁回澜。明崇祯七年（公元1637年）著名旅行家徐霞客曾在柳州寻访“罗池夜月”，说明柳州八景得名应不晚于明代中期。